# 2296 Kugultinov
2296 Kugultinov (1975 BA1) là một tiểu hành tinh vành đai chính được phát hiện ngày 18 tháng 1 năm 1975 bởi L. Chernykh ở Nauchnyj.